# Cari
I Cari (in greco Κᾶρες Kâres, o Καρικοί Karikói) erano gli abitanti della Caria, regione sud-occidentale dell'odierna Turchia. Erano un popolo indoeuropeo del ramo anatolico.

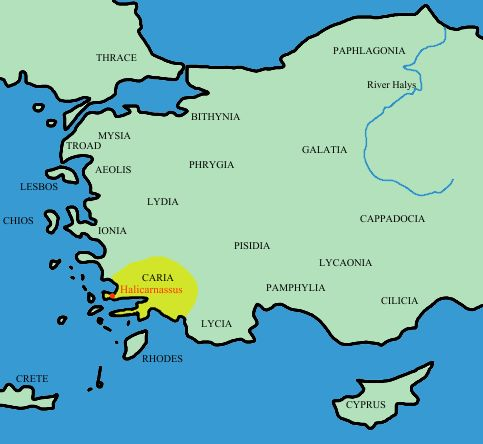
Localizzazione della Caria

## Leggenda
Secondo la tradizione, i Cari trassero il loro nome da uno dei primi loro re leggendari, Car. Più volte i Greci sostennero che i primi a colonizzare la Caria sarebbero stati dei Greci della Ionia, ma invece sembra che i Cari si siano stabiliti in questa regione prima dei Greci. Omero ricorda che Mileto (poi città della Ionia) era un insediamento cario al tempo della Guerra di Troia. Sempre secondo Omero, i Cari erano alleati dei Troiani contro gli Achei. Secondo la tradizione, sarebbero stati loro a inventare i bracciali per sostenere lo scudo e a introdurre l'uso di ornare gli elmi con il cimiero. A loro potrebbe essere ricondotto il patronimico Caro e Carino dei patrizi romani.

## Storia

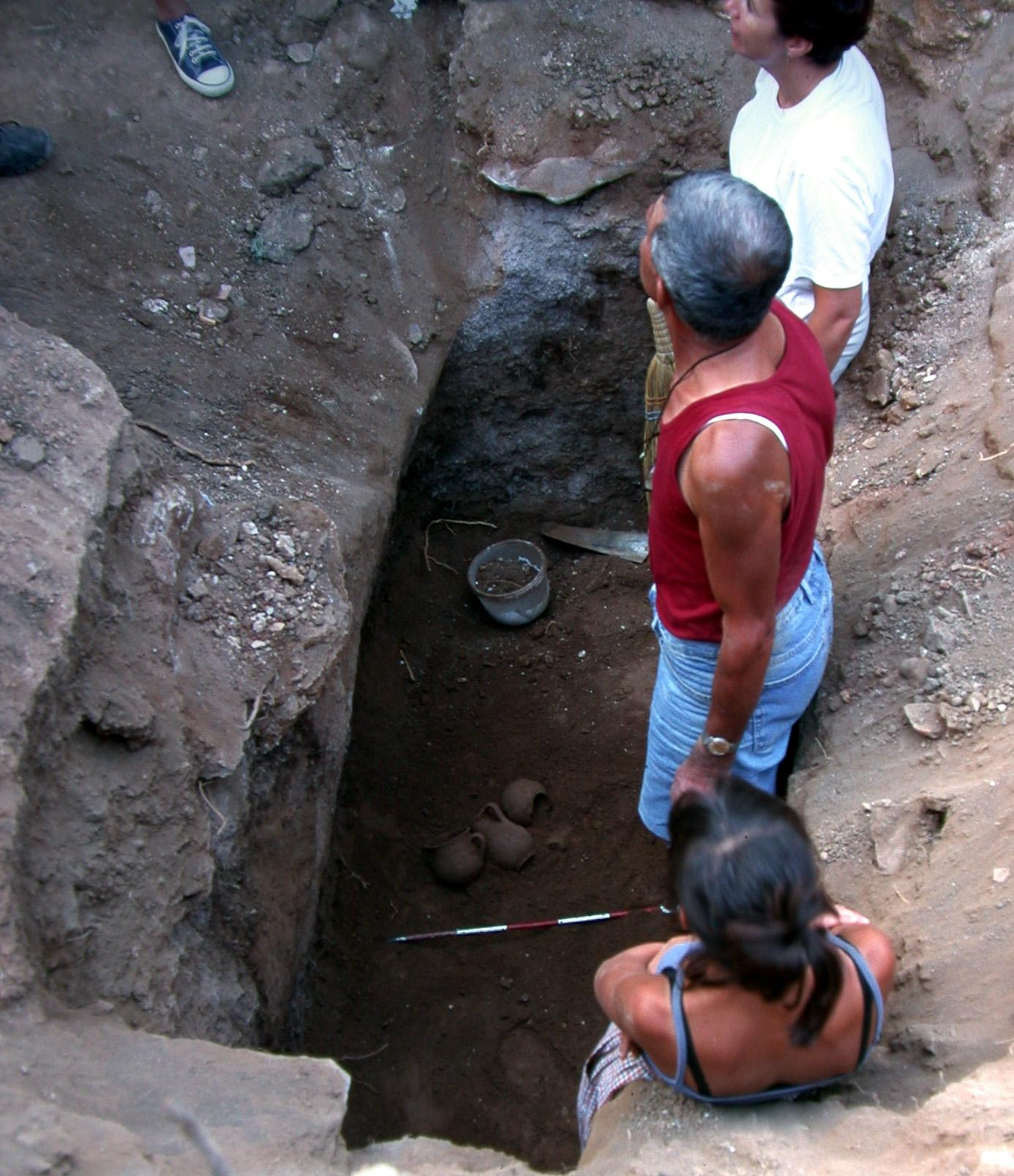
Un gruppo di archeologi studia una tomba caria di Milasa, nei pressi dell'odierna Milas.

Erodoto, che era nato e vissuto in Caria ed era probabilmente figlio di un Care, ricorda che i Cari si consideravano un popolo autoctono della Caria. Le iscrizioni fenicie li menzionano come KRK, grafia che corrisponde ai Karkiya o Karkisa menzionati nelle epigrafie ittite.
Alcuni linguisti suppongono il fatto che la lingua caria discendesse da quella luvia, una branca della famiglia linguistica anatolica. La lingua caria sarebbe quindi imparentata con lingua licia e quella lidia.
Nell'Età del bronzo i Karkiya aiutarono la confederazione di Assuwa contro il re ittita Tudhaliya I/II. Nel XIV secolo a.C., però, Arnuwandas II poté scrivere ai Karkiyan chiedendo loro di dare asilo al deposto Manapa-Tarhunta del fiume Seha. I Karkiyan lo fecero e permisero a Manapa-Tarhunta di riavere indietro il suo regno.
I Cari ricompaiono nelle fonti del VII secolo: vengono definiti come mercenari in iscrizioni trovate in Egitto e Nubia, datate ai regni di Psammetico I e Psammetico II.
Resti di edifici dei Cari sono stati trovati nell'antica città di Persepoli, l'odierna Takht-e-Jamshid, in Iran.
Praticavano il culto di Zeus, di cui esisteva un antico tempio presso la città di Milasa.

## Cari e Lelegi
I Cari furono spesso messi in connessione con i Lelegi, anche se la motivazione di ciò resta per noi sconosciuta. Infatti, i due gruppi sembrano essere stati due entità diverse, ma in seguito correlati e mescolati. Strabone ha scritto che erano così mescolati da essere spesso confusi gli uni con gli altri. Tuttavia, Ateneo sosteneva che i Lelegi erano in relazione ai Cari nello stesso modo in cui gli iloti lo erano ai Lacedemoni. Questa confusione tra i due popoli è riferita anche da Erodoto, il quale riporta che, secondo gli abitanti di Creta suoi contemporanei, i Cari, quando vivevano tra i Cicladici prima di emigrare in Anatolia, erano stati conosciuti con il nome di Lelegi.